# Winifred Cullis

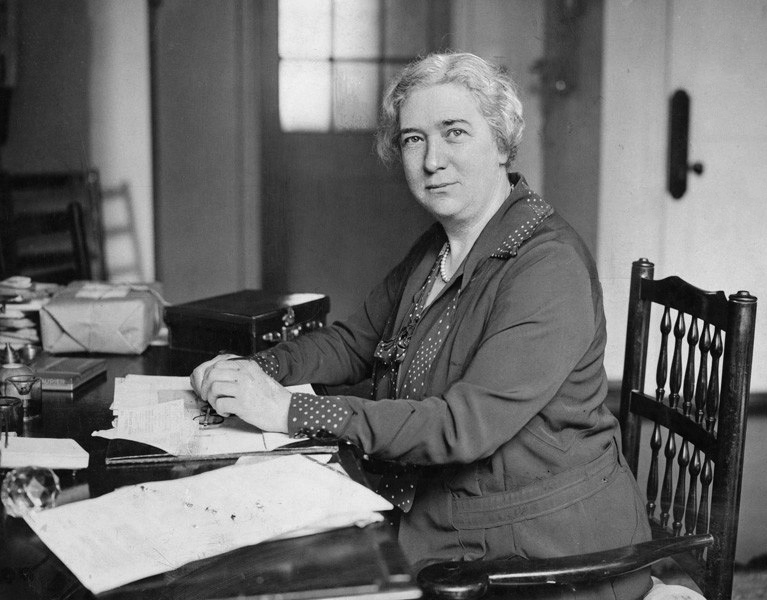
Winifred Cullis, um 1930

 Winifred Clara Cullis, CBE (* 2. Juni 1875 in Gloucester, England; † 13. November 1956 in London, England) war eine britische Physiologin und Hochschullehrerin. Sie war die erste Professorin an einer britischen medizinischen Fakultät und die zweite im Land.

## Leben und Werk

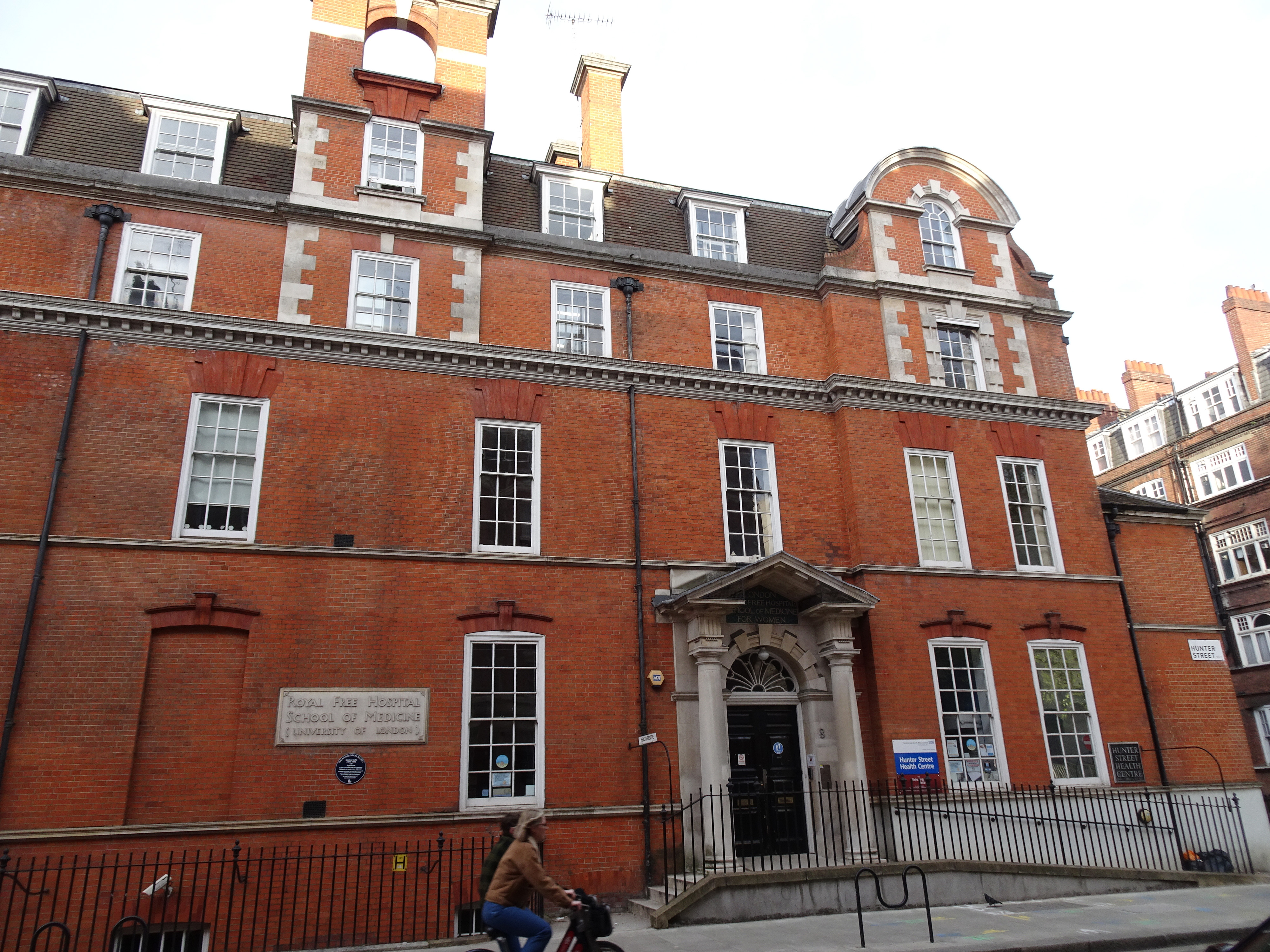
Royal Free Hospital, 8 Hunter Street, London WC1N 1BN

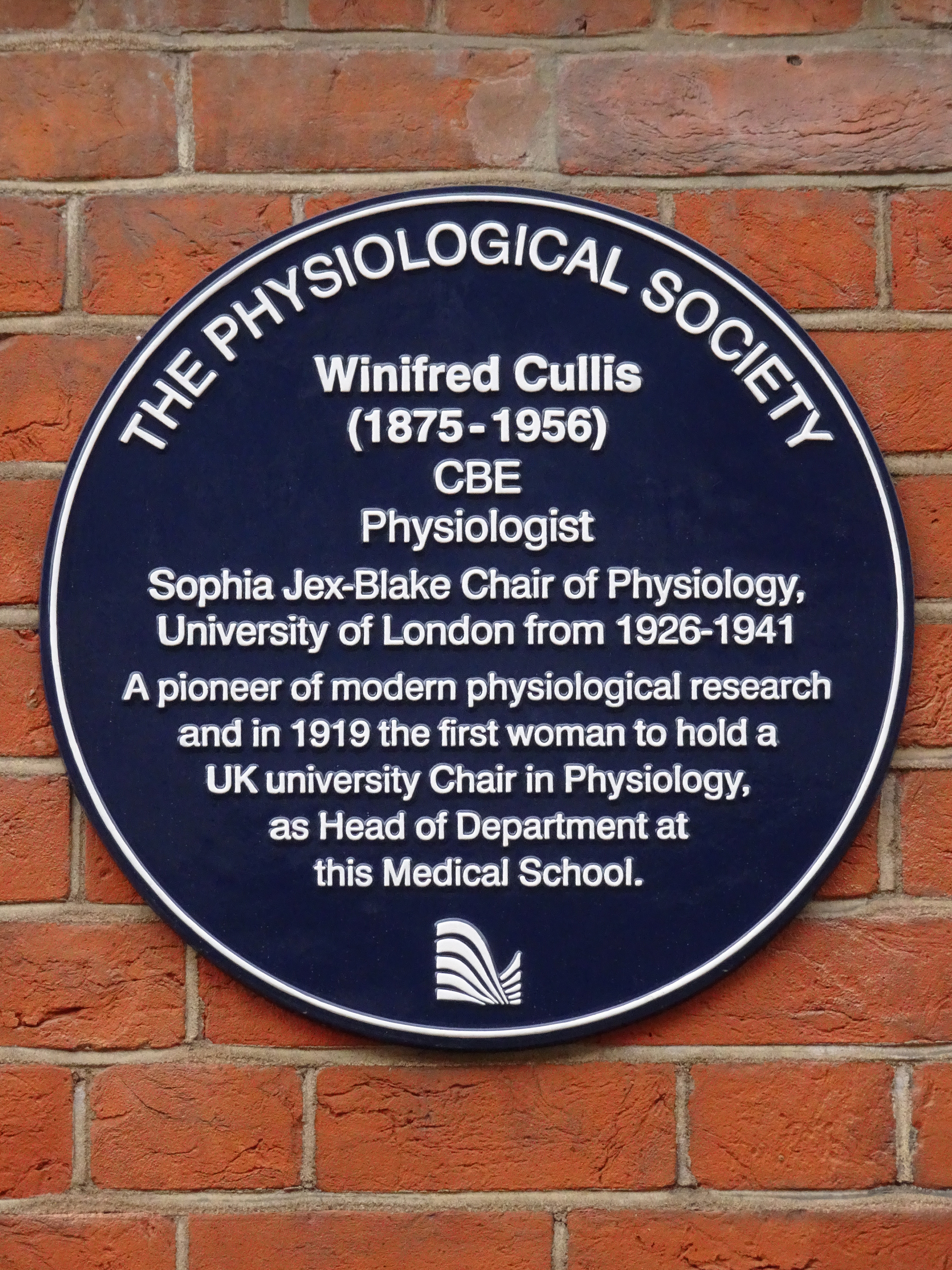
Gedenktafel der Physiologischen Gesellschaft, errichtet am 18. November 2021 in der Hunter Street 8, London WC1N 1BN

Cullis war das fünfte der sechs Kinder des Landvermessers und Bauingenieurs der Gloucester Dock Company, Frederick John Cullis, und seiner Frau Louisa. Die Familie Cullis lebte dreihundert Jahre lang in Gloucestershire, zog aber 1880 nach Birmingham, da es dort bessere Bildungseinrichtungen gab. Cullis besuchte die King Edward VI High School for Girls und erhielt zusätzlichen naturwissenschaftlichen Unterricht in Biologie am Mason Science College, sehr zur Empörung der Forschungsassistenten, die es für „unangemessen“ hielten, Mädchen in diesem Fach zu unterrichten, und sich weigerten, sie zu unterrichten. Sie trat 1896 als Sidgwick-Stipendiatin in das Newnham College in Cambridge ein und belegte 1899 und 1900 einen zweiten Platz in beiden Teilen der naturwissenschaftlichen Tripos. Sie erhielt keinen Abschluss, da Cambridge zu diesem Zeitpunkt keine Abschlüsse an Frauen verlieh, erst 1927 erhielt sie dort ihren Master of Arts-Abschluss. Von 1919 bis 1933 war sie Mitarbeiterin am Newnham College.
Mindestens von 1927 bis 1931 hielt Winifred Cullis auch Vorträge im Londoner Rundfunk.

## Erste Professorin an einer britischen medizinischen Fakultät
1901 assistierte sie Thomas Gregor Brodie im Forschungslabor des Royal College of Surgeons of England und des Royal College of Physicians in London und unterrichtete außerdem als Teilzeitlehrerin an einer Privatschule für Mädchen. Später in diesem Jahr wurde sie zur Demonstratorin für Physiologie an der London School of Medicine for Women ernannt. Anschließend wurde sie Ko-Dozentin von Brodie, 1908 wurde sie nebenamtliche Dozentin und 1908 Institutsleiterin. Von 1908 bis 1912 lehrte sie an der University of Toronto und kehrte 1912 nach England zurück, um eine Vollzeitdozentur an der University of London anzunehmen. 1919 wurde sie als erste Professorin an einer britischen medizinischen Fakultät und als die zweite Professorin im Land ernannt. 1926 wurde sie die erste Inhaberin des Sophia-Jex-Blake-Lehrstuhls für Physiologie und ging 1941 als emeritierte Professorin in den Ruhestand.
1919 wurde sie vom Kolonialamt zu Vorträgen vor den Truppen in Gibraltar und Malta entsandt, wofür sie mit dem OBE und später mit dem CBE ausgezeichnet wurde. 1936 lud die Regierung von Südaustralien sie ein, an der Centennial Conference in Adelaide teilzunehmen, und 1937 war sie Mitglied der britischen Delegation beim Treffen der Indian Association for the Advancement of Science. 1939 wurde ihr Porträt von Alice Burton gemalt. Während des Zweiten Weltkriegs reiste sie viel für das Informationsministerium. Bis 1940 arbeitete sie wieder bei den Truppen, diesmal in China, Australien, Neuseeland, Kanada und den Vereinigten Staaten. Von 1941 bis 1943 leitete sie die Frauenabteilung des britischen Informationsdienstes in New York und hielt von 1944 bis 1945 Vorträge im Nahen Osten, hauptsächlich vor Mitgliedern der Royal Air Force.
Am 3. Juli 1915 wurde sie als eine der ersten sechs Frauen in die Physiological Society of Great Britain gewählt. Sie war 1907 Mitbegründerin der British Federation of University Women (heute British Federation of Women Graduates) und 1919 der International Federation of University Women (IFUW), die heute auch als Graduate Women International fortbesteht.
Cullis war von 1925 bis 1929 Präsidentin der British Federation of University Women. Sie war von 1929 bis 1932 Präsidentin der International Federation of University Women und 1937 Vizepräsidentin der British-American Associates, einer transatlantischen akademischen Austauschorganisation. Sie war Vorsitzende des Bildungsgremiums des British Film Institute und von 1951 bis zu ihrem Tod stellvertretende Vorsitzende der English-Speaking Union. Die British-American Associates nannten die Winifred Cullis Lecture Fellowship in Anerkennung ihrer lebenslangen Bemühungen.
Ihre Forschung befasste sich mit der Untersuchung der Mechanismen der Urinsekretion, der Durchblutung des isolierten Säugetierherzens und der Auswirkungen von Müdigkeit auf Fabrikarbeiter. Sie setzte sich ein für die Anwendung der Wissenschaft für ein gesundes Leben, einschließlich Sport, und die Förderung des internationalen Wohlwollens und der Emanzipation beider Geschlechter durch Bildung. Sie veröffentlichte dazu 1935 mit Muriel Bond The Body and its Health und 1949 Your Body and the Way it Works.
Cullis starb am 13. November 1956 in ihrem Haus in London.

## Auszeichnungen
- 1919: Ehrendoktorwürde, Vassar College, New York
- 1919: Officer des Order of the British Empire (OBE)
- 1929: Commander des Order of the British Empire (CBE)
- 1931: Ehrendoktorwürde, Goucher College, Maryland
- 1955: Ehrendoktorwürde, Birmingham University

## Veröffentlichungen (Auswahl)
- Your Body and the Way it Works. George Allen and Unwin, London., 1949.
- mit Muriel Bond: The Body and its Health. Ivor Nicholson and Watson, London, 1935.
- Impact of War Upon British Home Life. Marriage and Family Living 4 , 1942, S. 10–11
- mit E.M. Scarborough: The influence of temperature in the frog (I) On the circulation, and (2) on the circulatory effects of adrenaline and of sodium nitrite. Journal of Physiology 75, 1932, S. 33–43
- mit O. Rendal, E. Dahl: Observations on the ethyl iodide method for the determination of heart output. Journal of Physiology 64, 1927, S. 39–46.
- mit O. Rendal, E. Dahl: The application of the ethyl iodide method to the determination of the circulation rate in women. Journal of Physiology 62, 1926, S. 104–114.
- Industrial psychology: some ways of increasing output of work. Journal of the National Institute of Industrial Psychology 2, 1924, S. 125–128
- mit E. E. Hewer: The "ammonia coefficient" of pregnancy. Biochemical Journal 14, 1920, S. 757–761.
- mit T. G. Brodie, J. J. Mackenzie, E. M. Tribe: Some observations on the condition of the lungs during recovery from chest wounds. Lancet 2, 1915, S. 912–913.
- mit E.M. Tribe: Distribution of nerves in the heart. Journal of Physiology 46, 1913, S. 141–150.
- mit W. E. Dixon: Excitation and section of the auriculo-ventricular bundle. Journal of Physiology 42, 1911, S. 156–178.
- mit T. G. Brodie: On the secretion of urine. Journal of Physiology 34, 1906, S. 224–239
- On secretion in the frog's kidney. Journal of Physiology 34, 1906, S. 250–266